# Agapetus turcomanorum
Agapetus turcomanorum là một loài Trichoptera trong họ Glossosomatidae. Chúng phân bố ở miền Cổ bắc.